# ダイ・ハード2
『ダイ・ハード2』（原題：Die Hard 2: Die Harder）は、1990年のアメリカ映画。『ダイ・ハード』（1988年）の続編である。超高層ビルでの活躍を描いた前作から舞台を空港に移し、再び刑事ジョン・マクレーンの活躍を描いたアクション映画。当初は1作目に続いてジョン・マクティアナンが監督する予定であったが、『レッド・オクトーバーを追え!』の撮影の最中であり、スケジュールの調整がつかなかったために、レニー・ハーリンが監督を務めている。
脚本の原作はウォルター・ウェイジャーによる小説『ケネディ空港着陸不能』（58 Minutes）。映画では、主人公をマローン警部からジョン・マクレーンに、舞台となるケネディ空港（ニューヨーク）をダレス空港（ワシントンD.C.）に変更するなど大きく脚色している。
なお、映画第1作の原作となったのはロデリック・ソープの小説『ダイ・ハード』（原題 Nothing Lasts Forever）だが、この2つの小説に関連性はまったく無い。また、1987年刊行の『58 Minutes』は、翌1988年に邦題『ケネディ空港着陸不能』（二見書房）として日本国内でも出版され、1990年には映画の公開にあわせて『ダイハード2』に改題されて新装版が出版された。

## あらすじ

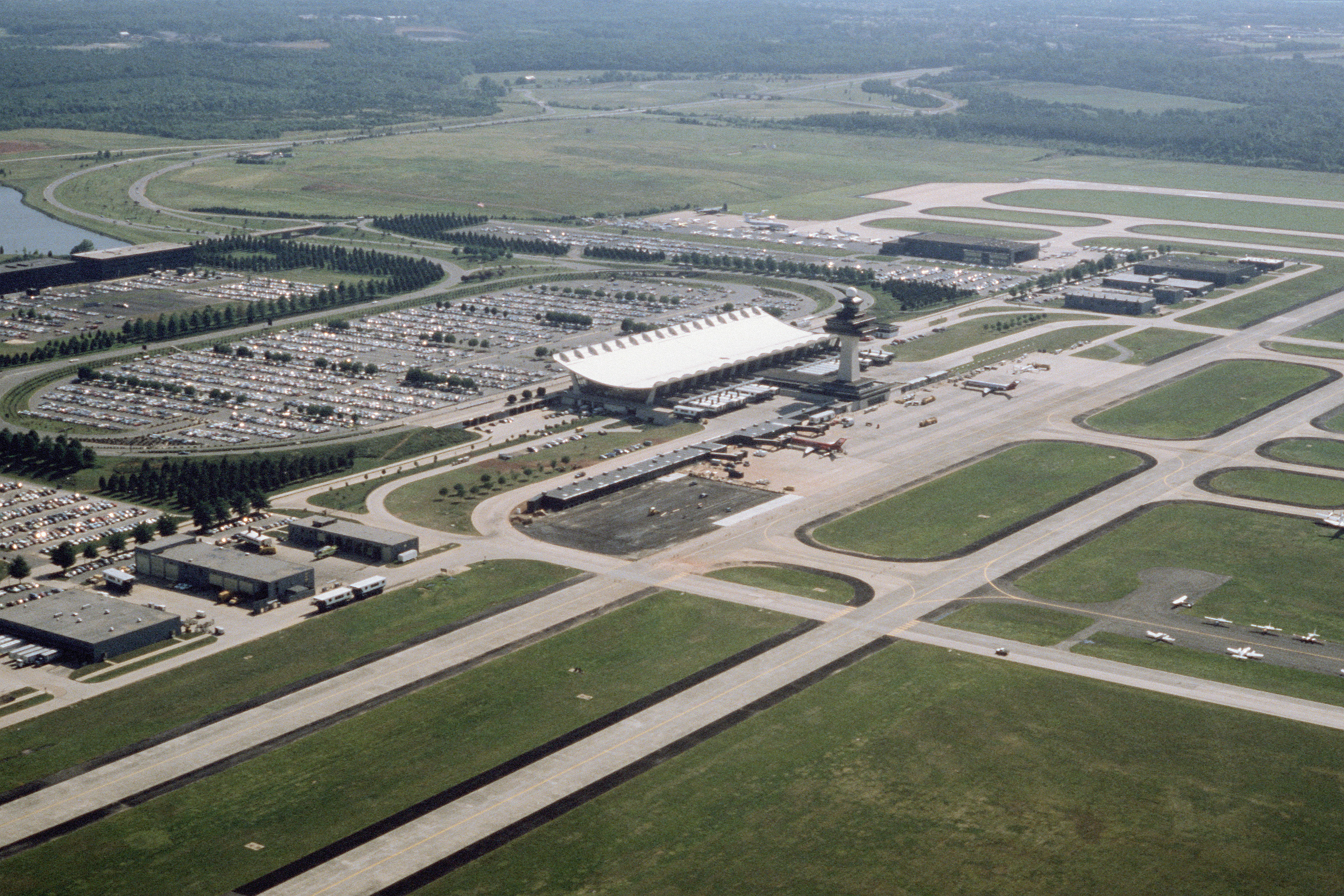
空から見たダレス国際空港

前作、ナカトミビルのテロ事件からちょうど1年後のクリスマス。ジョン・マクレーンは妻のホリーを出迎えるため、雪の降るワシントン・ダレス国際空港にやってきた。
空港警察から駐車違反切符を切られるハプニングの後、マクレーンは怪しい男2人組を見つけたため刑事の癖で後を追い、空港内の荷物室へ侵入した2人に職務質問したところ、銃撃戦に発展する。やっとのことで1人を倒すがもう1人には逃げられてしまう。男達の装備からただ事ではないと考え、直ちに現場を封鎖して捜査を開始すべきと進言したマクレーンだったが、空港を管轄する空港警察のロレンゾ署長は、ただの物盗りの犯行として相手にせず、むしろ一年で一番忙しい日に泥棒相手に銃撃戦をやったマクレーンを罵倒する。納得がいかないマクレーンは男達の正体を探るため、ロスにいる親友の警官パウエルに死んだ男の指紋情報を送って照会してもらう。その結果、先ほど目の前で死んだ男は、2年前にホンジュラスで航空機事故により死んだとされていた元アメリカ陸軍軍曹と判明する。マクレーンは話にならないロレンゾ署長を無視して管制塔に乗り込むと、知り得た情報を基に管制部長のトルドーに事の次第を話す。だがその時突然、滑走路の着陸誘導灯が消え、計器着陸誘導装置（ILS）も作動不能に陥り、上空の旅客機が着陸できなくなってしまう。
事件を起こしたのは元アメリカ陸軍特殊部隊群のスチュアート大佐と、同じく軍人だった彼の部下達であり、その目的は間もなく護送されてくる南アメリカ、バル・ベルデの麻薬王エスペランザ将軍の奪還だった。空港の管制システムを乗っ取ったスチュアートは、自分達の目的を明かすと共に逃走用の飛行機を要求し、トルドーに余計なことをしないよう警告する。
トルドーはコード・レッド（緊急事態）を政府に連絡すると共に管制機能を復旧させるべく、主任エンジニアのバーンズとSWATを建設中の新管制塔へ向かわせ、管制機能の回復を試みる。しかし、新管制塔へ通じる通路には作業員に変装したテロリストらが待ち受けていた。一方、空港用務員から新管制塔への経路を聞き出したマクレーンだったが、時すでに遅く、テロリストらに待ち伏せされたSWAT部隊は全滅し、バーンズも負傷。ようやく合流したマクレーンの活躍でその場の敵も全滅するものの、結局新管制塔は爆破され機能回復は失敗する。スチュアート大佐は警告に従わなかった上に部下が死んだ報復として、残り燃料がわずかであった英国旅客機ウィンザー114便（ダグラスDC-8-63）に偽の管制指示と誤ったILS情報を与えて地表に激突させ、200人余りの乗客乗員全員死亡という惨事を引き起こす。その上、まだ多数の航空機が上空を旋回しており、その中にはホリーが乗るノースイースト140便（ロッキード L-1011トライスター）もあった。
やがて政府からの支援としてグラント少佐率いる陸軍対テロ特殊部隊が到着し、トルドーの軽率を窘めると共にスチュアート対策に取り組みだす。かつての教え子でもあるスチュアートのやり方を知るグラントはあえて消極策をとってエスペランザ将軍の着陸を許し、彼らが要求した航空機で高跳びする際に一網打尽にするという。その間に将軍は輸送機の中で護送兵達を殺害して、自ら操縦桿を握っていた。作戦に不満のマクレーンは単独行動をとると着陸直後の将軍の護送機に接近し、彼の身柄を抑える。が、直後に将軍の確保に現れたスチュアートらと交戦状態になり、結局、将軍には逃げられ、マクレーンも間一髪で危機を脱する。再度のマクレーンの単独行動にロレンゾ署長が激怒するが、グラントはむしろマクレーンの勇気を称えロレンゾを批判する。
ビーコン無線を使うことでテロリストらを出しぬいて上空の航空機と連絡を取ることに成功した空港側は、管制が乗っ取られたことを伝え、メンフィスやアトランタ等、近隣の空港へ向かうことなどの指示を行う。しかし、ノースイースト140便など、残り燃料が少なく、他の空港へ行けない航空機もまだ相当数残るなど完全な解決に至らない。バーンズの助言により、近くの住宅地がテロリストの拠点となっている可能性が高いことを突き止め、マクレーンはバーンズをともなって現地へ向かう。
テロリストがアジトを設けた教会の外で見張りを仕留めたマクレーンのもとへ、バーンズからの連絡を受けたグラントの部隊も合流し、激しい銃撃戦が始まる。スチュアートらが教会の裏手からスノーモービルで逃げ出したことを察知したマクレーンは、一味からスノーモービルの1台とサブマシンガンを奪って追跡するが、何故かこちらの銃撃は効かず、一方的に迎え撃たれ、またもや間一髪で助かる。一方スチュアートらはそのまま空港敷地内へ入り、準備ができた逃走用のボーイング747F貨物機へと向かい、グラントらの部隊も彼らを拘束するべく同じ航空機へ向かう。
一味から奪ったサブマシンガンのマガジンには空包が装填されていたことに気づき、全てが茶番であると悟ったマクレーンは、満身創痍になりながら何とか空港に帰り着き、空港警察に乗り込む。そしてロレンゾ署長にスチュアート一味とグラントらが空砲で撃ち合っていたことを示し、初めからグラントがスチュアートの共謀者であったことを明らかにする。事態を把握し激怒したロレンゾは空港警察全隊に出動命令を下すとマクレーンに協力し、貨物機の格納庫へと急行しようとする。しかし、ロレンゾの警察部隊はクリスマスの混雑とウィンザー114便の墜落、さらにはノースイースト140便内部からの情報漏洩（後述の「リチャード・ソーンバーグ」の項参照）でパニック状態に陥った群衆と渋滞に遮られて組織立って行動できず、またもやマクレーン一人が敵地に乗り込むこととなる。マクレーンは特ダネを探していた地元のテレビクルーに依頼し、報道ヘリコプターで滑走路へと運んでもらう。
スチュアートやグラント、エスペランザたちを乗せ、貨物機は滑走路へと動き始める。マクレーンは離陸を阻止すべくヘリコプターから貨物機の主翼に降り立ち、補助翼の可動部に脱いだ上着を挟んで操作不能にする。これに気付いたスチュアートとグラントも主翼に降りてきた結果、たちまち大格闘に。グラントを倒したものの、軍隊格闘の達人であるスチュアートには歯が立たないマクレーンは逆に翼から落とされてしまう。布を取り除き機内へと戻るスチュアート。だがマクレーンは落とされる直前、とっさに翼の燃料バルブを開いていた。滑走路に残された彼は、漏れ出た燃料へめがけてライターで点火する。炎は滑走路の燃料を導火線のように伝い、飛び立った直後の飛行機へ引火。スチュアートやエスペランザを始めとするテロリスト集団は断末魔の悲鳴を上げ爆死する。
そして航空機爆発の残火が着陸誘導灯の代わりとなり、上空に残っていた航空機が続々と着陸、無事に全機助かる。マクレーンはホリーと無事を確かめて抱き合い、駐車違反を取り消したロレンゾが見送る中、用務員マービンが運転するカートで現場を後にする。

## キャスト

### 主人公
ジョン・マクレーン（John McClane）
演 - ブルース・ウィリス
ロサンゼルス市警察 の刑事（階級は警部補）。前作のナカトミビルのテロ事件の活躍によりナカトミビルの英雄としても知られている。妻のホリーを迎えるためにダレス国際空港にやってくるが、早々に自家用車が駐車違反でレッカー移動され、更には1年前と同様に孤立無援の状態でテロ事件に巻き込まれる不運に見舞われる。

### テロリスト
ウィリアム・スチュアート（William Stuart）
演 - ウィリアム・サドラー
テロリストのリーダーで、元アメリカ陸軍特殊部隊所属の大佐。指揮官としても個人としても優秀だが、警告を無視した空港側に対して実際にウィンザー114便を墜落させて大量の人間を殺害するなど、目的のためならば冷徹冷酷に行動を起こす。反共主義者として東側との対立が激しかった時代に協力関係にあったエスペランザの奪還を目論んでおり、その過程でマクレーンには部下達を殺害された上に度々計画を狂わされて煮え湯を飲まされたために苛立ちを見せる。結果的には計画通りに事が運び、そのまま逃走しようとしたところで再度マクレーンの邪魔が入る。その後、軍隊格闘の達人としてマクレーンを圧倒し、逃亡用の飛行機から落とすことに成功したが、最後は彼が燃料バルブを開けたことには気付かずに飛行機を爆破されて爆死する。
ラモン・エスペランザ（Ramon Esperanza）
演 - フランコ・ネロ
南米の国バル・ベルデの独裁者で、麻薬王。国の内外に狂信的な支持者を持ち、「将軍」と敬称で呼ばれている。また、強力な反共主義者としてかつてはアメリカ国務省からの援助を受けており、スチュワートらアメリカ陸軍とも交友関係を築いていたが、自身もパイロットとしての経験もあり、実際に強奪した輸送機や逃亡用の大型飛行機を操縦している。時世の変化によって麻薬王としてアメリカに拘束され、そのままアメリカ国内で追訴されることとなるが、護送中に一瞬の隙を突いて乗員を殺害し、更には輸送機を乗っ取って空港へ降り立つ。その後、マクレーンに襲撃され、それでもスチュワートの助けで危機を脱するが、その際に腕を負傷し、仲間であるバークの手当てを受ける。その後は逃亡用の飛行機の操縦を担当し、スチュアートや彼の仲間達を乗せて一度は離陸したが、最後はマクレーンの機転によって飛行機を爆破されてスチュアートや彼の仲間達と共に爆死する。
ガーバー（Garber）
演 - ドン・ハーヴェイ
スチュアートの右腕的存在であるテロリスト。常に冷静沈着で、部下に命令を下して作戦を実行している。バーにいたマクレーンに挙動不審から疑いの目を向けられ、後にスノーモービルで逃走しようとしたところをマクレーンに射殺された。
オズボーン・コクラン（Oswald Cochrane）
演 - ジョン・コステロー
スチュアートの仲間であるテロリスト。空港内のバーで待機し、直後にミラーと共に手荷物室で盗聴器を仕掛けていたところをマクレーンに見つかって戦闘となるが、死闘の末にベルトコンベアに挟まれて死亡する。
ミラー（Miller）
演 - ヴォンディ・カーティス＝ホール
スチュアートの仲間である黒人のテロリスト。オズボーンと共に手荷物室で盗聴器を仕掛けていたところをマクレーンに見つかり、彼と殴り合った末にヘアスプレーを目に噴射されたことで逃亡するが、逃亡した後は作戦の不手際をスチュアートから叱責される。その後、スチュアートと共に作戦を進めていき、スチュアートや他の仲間達、エスペランザと共に逃亡用の飛行機に乗り込むことには成功したが、最後はマクレーンの機転により飛行機を爆破されてスチュアートや他の仲間達、エスペランザと共に爆死した。
ベーカー（Baker）
演 - トニー・ガニオス
スチュアートの仲間であるテロリスト。電力会社の人間に化けて教会の管理人と接触し、すぐに彼を撃ち殺して教会を乗っ取る。その後、アジトの周囲を見張り、やって来たマクレーンに襲い掛かるが、つららで左目を潰されて死亡する。
トンプソン（Thompson）
演 - ピーター・ネルソン
スチュアートの仲間であるテロリスト。「ソバ」という無線のコードネームを持っている。ベーカーと共に教会を乗っ取って“店”を開くが、その過程でスチュアートの命令でニセの高度設定をする。その後、エスペランザを捕らえたマクレーンをスチュワートと共に銃撃するが、すぐに射殺された。
オライリー（O'Reilly）
演 - ロバート・パトリック
スチュアートの仲間であるテロリスト。別館チームとしてペンキ屋に化けて潜入しており、その際に動く歩道のスイッチを止めたためにSWATリーダーに怒られる。その後、SWAT隊員を掃討した後はエンジニアであるバーンズにグロック銃を向けて殺そうとするが、直後にやって来たマクレーンに射殺される。
シェルドン（Sheldon）
演 - マイケル・カニンガム
スチュアートの仲間であるテロリスト。ペンキ塗りの足場からH&K MP5KをSWATやマクレーン目掛けて撃ちまくるが、足場を揺さぶられて落下し、そのまま倒れてきた足場に押し潰された。
ショックリー（Shockley）
演 - マーク・ブーン・Jr.
スチュアートの仲間であるテロリスト。空港の別館で作業員に変装してSWATを待ち伏せていたが、最後はやって来たSWATと壮絶な撃ち合いの末に死亡する。
マルキー（Mulkey）
演 - ケン・ボールドウィン
スチュアートの仲間であるテロリスト。所持する銃が不良品なのか手入れが行き届いてないのか、良く動作不良を起こしている。落ちている銃をマクレーンと奪い合いになった末に射殺された。
バーク（Burke）
演 - ジョン・レグイザモ
スチュアートの仲間であるテロリスト。配線を完了させた教会で待機し、将軍の乗った飛行機が来る方角を地図でスチュアートに知らせたり、マクレーンに撃たれたエスペランザの傷の手当ても担当した。その後、スノーモービルで逃走するもマクレーンに射殺された。
カーン（Kahn）
演 - トム・ベリカ
スチュアートの仲間であるテロリスト。最初は教会で待機し、後に空港に降りたエスペランザを迎えに来るが、その際に現れたマクレーンに対してマシンガンを放ち、更には彼を軍用機のコックピットに閉じ込める。その後、スチュアートや他の仲間達、エスペランザと共に逃亡用の飛行機に乗り込むことには成功したが、最後はマクレーンの機転により飛行機を爆破されてスチュアートや他の仲間達、エスペランザと共に爆死した。

### ワシントン・ダレス国際空港関係者
カーマイン・ロレンゾ（Carmine Lorenzo）
演 - デニス・フランツ
空港警察の署長。よそ者のマクレーンに自分の空港を嗅ぎ回られたことで反目し、最初のマクレーンの忠告を無視するなどの彼を邪険に扱う。さらには起こす行動が全てテロリストの予見通りで、不要に損害を重ねる結果を招いてしまう。グラントの裏切り発覚後はマクレーンに協力し、ラストシーンではクリスマスプレゼントとしてマクレーンの駐車違反切符を破いて無効にし、マクレーン夫妻を笑顔で見送った。
エド・トルドー（Ed Trudeau）
演 - フレッド・トンプソン
空港の管制部長。現場の最高責任者としてテロの解決及び空港機能の奪還に奔走し、更にはロレンゾを黙らせた上でマクレーンの忠告を聞く。
レスリー・バーンズ（Leslie Barnes）
演 - アート・エヴァンス
空港のチーフ・エンジニア。管制機能に精通しており、新管制塔の起動やビーコン無線による航空機との交信などを思い付くが、新管制塔の起動の際にテロリストに襲われたところをマクレーンに助けられ、以降は恩返しのために彼に協力する。その後、スチュワートらのアジトを突き止める活躍を見せる。
マービン（Marvin）
演 - トム・バウアー
空港の施設管理人。長年勤務した経験から空港の構造に精通しており、マクレーンに近道などを教えてサポートするが、中盤ではテロリストのスクランブルが解除されたトランシーバーを荷物室で見つける。終盤では一刻を争う中でマクレーンを署長室へ運ぶなどの活躍をする。
ビトー・ロレンゾ（Vito Lorenzo）
演 - ロバート・コスタンゾ
空港警察の制服警官。空港の緊急車両用スペースに駐車したマクレーンの車（ホリーの母とマクレーンの義母の新車）をレッカー移動させる。終盤ではカーマインの弟であることが判明する。

### 軍関係者
グラント（Major Grant）
演 - ジョン・エイモス
アメリカ陸軍のテロ対策特殊部隊の隊長（階級は少佐）。部下からの信頼は厚く、マクレーンが単身飛行機に乗り込みエスペラントに急襲した際は余計なことをと非難するが、教会への突撃の際はマクレーンとも打ち解けている。スチュアートの教官を務めていたという経歴もあって、彼を良く知る適任者としてテロ発生後の空港に派遣され、ウィンザー114便を墜落させる報復が起こった後はスチュアートの危険性を良く知っていると述べるが、同時に空港の近くのアジトを急襲して一網打尽にするという策を計画する。
テルフォード（Telford）
演 - パット・オニール
事件前日にたまたまグラント隊に臨時配属となった若い兵士。通信不能になった飛行機との接触を試みるが、最後までグラントらの企みを知らされておらず、終盤では内通を露呈したグラントに会話の途中で喉を掻き切られて死亡する。
二等軍曹
演 - ジェイソン・ロス＝アジキウェ
グラント隊の黒人兵士。荷物室にあった盗聴器を発見する。

### 人質
ホリー・マクレーン（Holly Gennero）
演 - ボニー・ベデリア
ジョン・マクレーンの妻で、ロサンゼルスにあるナカトミ商事で働くキャリア・ウーマン。クリスマス休暇に家族のいるワシントンD.C.に向かうが、テロリストによる事件に巻き込まれ、不幸な事に同じ飛行機には1年前の事件で怒りを買ったレポーターのソーンバーグが乗っており、辟易させられる。その後、空港がパニックに陥った際はそれを起こした張本人がソーンバーグであることを知り激怒、隣の席の老婦人が手荷物に入れていたスタンガンを使って彼を気絶させた。
リチャード・ソーンバーグ（Richard Thornburg）
演 - ウィリアム・アザートン
前作にも登場していたWZDCのTVレポーター。エコノミークラスのシートに座らされたことに不満を持ち、着陸30分前に「ファーストクラスを取った」と吹聴したり、「食事だけでもファーストクラスものにしろ」と難癖を付けたりするなどのその自己中心ぶりは変わっていない。前作のナカトミ・ビル事件後にホリーから殴打を受けたことを理由に裁判所に彼女に対する接近禁止命令を申し立てた為に半径50m以内に近づく事は互いに禁止されているが、飛行機内で再びホリーと出会い、客室乗務員に何故彼女の近くに座らせるのかと文句を言ったが、逆に自らの出版した本の嫌味を言われた。自らの理念であるイエロー・ジャーナリズムに基づいて行動する傾向は1年前より全く変わっておらず、仲間の無線盗聴器から空港で起きている事件のことを知り、機内電話からテレビのニュースで扇情的な報道を行って空港をパニックに陥れるが、それに激怒したホリーにスタンガンを当てられて気絶した。その後は意識を取り戻し、直後に後悔の念に駆られて半ばパニック状態になり、着陸後はホリーの隣に座っていた老婦人に助けを求めるが、逆に罵倒され踏みつけられた。
ウィンザー114便の機長
演 - コルム・ミーニイ
ウィンザー114便を操縦していた機長。空港と音信不通になった後は止むを得ずに空港の上空を旋回していたが、燃料が尽きかけている中で突然通信が回復した着陸指示に言われるがまま従い、最後は偽の高度を信じたために墜落炎上して死亡した。

### その他
アル・パウエル（Al Powell）
演 - レジナルド・ヴェルジョンソン
ロサンゼルス市警察の警部補。相変わらずトゥインキーが好物である。また、前作ではパトカー勤務だったが、本作では個室オフィスを与えられている。ロスでの事件以来はマクレーンと親しくなり、今回もマクレーンからの依頼で彼が殺したオズボーン・コクランの身元照会をして助ける。
ロリンズ（Rollins）
演 - チャールズ・ラニアー
司法省から派遣された役人。
管理人
演 - ビル・スマイリー
空港と隣接する教会の老管理人。電力会社の人間に扮したテロリストのベーカーに射殺される。
サマンサ・コールマン（Samantha Coleman）
演 - シーラ・マッカーシー
WNTWニュースのTVリポーター。

## 日本語吹替
| 役名                     | 俳優                           | 日本語吹替                   | 日本語吹替                  | 日本語吹替                     |
| 役名                     | 俳優                           | ソフト版                     | フジテレビ版                | テレビ朝日版                   |
| ------------------------ | ------------------------------ | ---------------------------- | --------------------------- | ------------------------------ |
| ジョン・マクレーン       | ブルース・ウィリス             | 樋浦勉                       | 村野武範                    | 野沢那智 （岩崎ひろし）        |
| ホリー・マクレーン       | ボニー・ベデリア               | 駒塚由衣                     | 吉田理保子                  | 弥永和子                       |
| スチュアート大佐         | ウィリアム・サドラー           | 大塚芳忠                     | 大塚明夫                    | 堀勝之祐 （白熊寛嗣）          |
| ラモン・エスペランザ     | フランコ・ネロ                 | 吉水慶                       | 小林清志                    | 田中信夫 （丸山壮史）          |
| グラント少佐             | ジョン・エイモス               | 大塚明夫                     | 郷里大輔                    | 麦人                           |
| カーマイン・ロレンゾ署長 | デニス・フランツ               | 池田勝                       | 仲木隆司                    | 内海賢二 （丸山壮史）          |
| レスリー・バーンズ       | アート・エヴァンス             | 石森達幸                     | 緒方賢一                    | 田中亮一 （白熊寛嗣）          |
| トルドー                 | フレッド・トンプソン           | 有本欽隆                     | 小林修                      | 石田太郎                       |
| マーヴィン               | トム・バウアー                 | 沢木郁也                     | 清川元夢                    | 納谷六朗 （小形満）            |
| リチャード・ソーンバーグ | ウィリアム・アザートン         | 江原正士                     | 村山明                      | 江原正士                       |
| アル・パウエル           | レジナルド・ヴェルジョンソン   | 麦人                         | 富田耕生                    | 増岡弘 （高岡瓶々）            |
| サマンサ・コールマン     | シーラ・マッカーシー           | さとうあい                   | 金野恵子                    | 佐々木優子                     |
| ビトー・ロレンゾ刑事     | ロバート・コスタンゾ           | 島香裕                       | 安西正弘                    | 島香裕                         |
| ガーバー                 | ドン・ハーヴェイ               | 曽我部和恭                   | 若本規夫                    | 秋元羊介                       |
| ベーカー                 | トニー・ガニオス               | 津田英三                     | 野島汎平                    | 小野健一                       |
| トンプソン               | ピーター・ネルソン             | 島田敏                       | 中村大樹                    | 古田信幸                       |
| オライリー               | ロバート・パトリック           | 梅津秀行                     | 大滝進矢                    | 中田和宏                       |
| シェルドン               | マイケル・カニンガム           | 島香裕                       | 鈴木勝美                    | 西村知道                       |
| バーク                   | ジョン・レグイザモ             | 梅津秀行                     | 伊藤栄次                    | 小室正幸                       |
| カーン                   | トム・ベリカ                   | 梅津秀行                     | 小野健一                    | 小野健一                       |
| オズボーン・コクラン     | ジョン・コステロー             | 中村秀利                     | 沢りつお                    | 幹本雄之                       |
| ミラー                   | ヴォンディ・カーティス＝ホール | 郷里大輔                     | 古田信幸                    | 金尾哲夫                       |
| ショックリー             | マーク・ブーン・Jr.            | 郷里大輔                     |                             | 秋元羊介                       |
| マルキー                 | ケン・ボールドウィン           | 島田敏                       | 相沢正輝                    | 幹本雄之                       |
| テルフォード             | パット・オニール               | 島田敏                       | 大滝進矢                    | 古田信幸                       |
| 二等軍曹                 | ジェイソン・ロス＝アジキウェ   | 千田光男                     | 伊藤栄次                    | 宝亀克寿                       |
| ノースイースト機コーパイ | スティーヴ・パーシング         | 麦人                         | 喜多川拓郎                  | 金尾哲夫                       |
| スチュワーデス1          | シェリー・ビルシング           | 林原めぐみ                   | 種田文子                    | 渡辺美佐                       |
| スチュワーデス2          | カーラ・タンバレリ             | 山田栄子                     | 塚田恵美子                  | 叶木翔子                       |
| 老女                     | ジーン・ベイツ                 | 有馬瑞香                     | 荘司美代子                  | 久保田民絵                     |
| ウィンザー114便の機長    | コルム・ミーニイ               | 千田光男                     | 郷里大輔                    | 小島敏彦                       |
| 軍用機機長               | ヴァンス・ヴァレンシア         | 島香裕                       | 岡和男                      | 幹本雄之                       |
| 軍用機コーパイ           | ギルバート・ガルシア           | 沢木郁也                     | 沢りつお                    | 立木文彦 （長谷川敦央）        |
| レンタカーガール         | ローレン・リザラー             | 林原めぐみ                   | 種田文子                    | 小林優子 （小林優子）          |
| 案内係                   | コニー・ライロ・シーマン       | さとうあい                   | 達依久子                    | 種田文子                       |
| ロリンズ                 | チャールズ・ラニアー           | 郷里大輔                     | 安西正弘                    | 西村知道                       |
| 管理人                   | ビル・スマイリー               | 石森達幸                     | 峰恵研                      | 峰恵研                         |
| 荷物係                   | ドウェイン・ハーグレイ         | 大塚明夫                     | 桜井敏治                    | 水野龍司                       |
| 空港アナウンス           | 空港アナウンス                 | 林原めぐみ 山田栄子 有馬瑞香 | 塚田恵美子                  | 稀代桜子                       |
| 日本語版スタッフ         |                                |                              |                             |                                |
| 演出                     |                                | 山田悦司                     | 春日正伸                    | 伊達康将                       |
| 翻訳                     | 岡枝慎二（字幕）               | 平田勝茂                     | 宇津木道子                  | 平田勝茂                       |
| 効果                     |                                | 佐藤良介                     | 関根正治                    | リレーション                   |
| 調整                     |                                | 遠西勝三                     | 栗林秀年                    | 荒井孝                         |
| 録音                     |                                | ニュージャパンスタジオ       | スタジオ・ザウルス          | 東北新社MA室                   |
| プロデューサー           |                                | 平瀬登久子                   | 山形淳二                    | 圓井一夫                       |
| 解説                     |                                |                              | 高島忠夫                    | 淀川長治                       |
| 制作                     |                                | CBS/FOXビデオ                | ムービーテレビジョン        | 東北新社                       |
| 初回放送                 |                                |                              | 1992年10月3日 『G洋画劇場』 | 1994年4月10日 『日曜洋画劇場』 |
| 正味                     |                                |                              | ノーカット                  | 約121分                        |

- ソフト版とテレビ朝日版でのパウエルの声優と、テレビ朝日版でのソーンバーグの声優が変更されている。
- ソフト版は1991年発売のVHSに初収録。以降、DVD・BDにも収録され、ビデオ・オン・デマンドなど各種配信にも使用されている。
- 2013年7月3日発売の吹替の帝王シリーズ「ダイ・ハード2 日本語吹替完全版 ブルーレイ・コレクターズBOX」には3バージョン全ての吹替を収録。
- テレビ朝日版は2023年6月11日にスターチャンネルで地上波放送時にカットされたシーンに追加収録を行った『追録ノーカット版』が放送された[11]。

## 地上波放送履歴（ゴールデンのみ）
| 回数 | テレビ局   | 番組名             | 放送日         | 放送時間    | 放送分数 | 吹替版       | 平均世帯 視聴率 |
| ---- | ---------- | ------------------ | -------------- | ----------- | -------- | ------------ | --------------- |
| 初回 | フジテレビ | ゴールデン洋画劇場 | 1992年10月3日  | 21:03~23:24 | 141分    | フジテレビ版 | 20.4%           |
| 2回  | テレビ朝日 | 日曜洋画劇場       | 1994年4月10日  | 21:02~23:19 | 137分    | テレビ朝日版 | 20.3%           |
| 3回  | フジテレビ | ゴールデン洋画劇場 | 1995年7月8日   | 21:03~23:24 | 141分    | フジテレビ版 |                 |
| 4回  | テレビ朝日 | 日曜洋画劇場       | 1999年1月10日  | 21:02~23:09 | 127分    | テレビ朝日版 | 20.0%           |
| 5回  | フジテレビ | ゴールデン洋画劇場 | 2000年4月8日   | 21:00~23:24 | 144分    | フジテレビ版 | 17.2%           |
| 6回  | 日本テレビ | 金曜ロードショー   | 2002年10月11日 | 21:03~23:19 | 136分    | テレビ朝日版 | 18.1%           |
| 7回  | テレビ朝日 | 日曜洋画劇場       | 2005年1月30日  | 21:00~22:54 | 114分    | テレビ朝日版 | 16.4%           |
| 8回  | テレビ朝日 | 日曜洋画劇場       | 2006年11月12日 | 21:00~22:54 | 114分    | テレビ朝日版 | 15.6%           |
| 9回  | 日本テレビ | 金曜ロードショー   | 2009年5月29日  | 21:00~22:54 | 114分    | テレビ朝日版 | 10.5%           |
| 10回 | TBS        | 月曜ゴールデン     | 2010年5月10日  | 21:00~22:54 | 114分    | テレビ朝日版 | 9.0%            |
| 11回 | テレビ朝日 | 日曜洋画劇場       | 2011年10月16日 | 21:00~23:10 | 130分    | テレビ朝日版 | 9.1%            |

## ロケ地関係

### 空港ターミナル内
映画の設定では、空港はワシントン・ダレス国際空港であるが、実際の撮影は別の空港で行われた。マクレーンがコートの雪を払いながらターミナル内に入ると大きなクリスマスツリーが飾ってあり、ターミナル内の搭乗手続きカウンター付近のシーン、公衆電話のシーンなどは、ロサンゼルス国際空港の「トム・ブラッドレー」国際線ターミナルで撮影された。電話はパシフィックベル社のものであるが、当時、これは西海岸の電話会社であり、ヴァージニア州には存在しなかった。
前述のマクレーンが公衆電話の場所を尋ねるシーンで、バックにブリティッシュ・エアウェイズの手続きカウンターが写っている。また、管制塔の機能が乗っ取られ空港ターミナル内の到着案内表示板が「延着」の表示に変更され、ターミナル内が騒然とするシーンでは、Travelers Aid office等の施設の入ったロサンゼルス国際空港で象徴的な扇状になった建物が写っている。

### 空港ターミナル外
ターミナル内は、前述の通りロサンゼルス国際空港が使用されたが、ターミナルの外のシーンは、また別の空港で行われた。ターミナル玄関前で、マクレーンの車（ホリーの母親の新車）がレッカー車で移動されるシーンや、スチュアートがホテルで体を鍛えているシーンで映っている空港管制塔は、コロラド州デンバーにあったステープルトン国際空港である。しかし、このステープルトン国際空港は、その後、1995年にデンバー国際空港に移転したために、映画で使用された当時のターミナルや管制塔は取り壊された。

## スタッフ
- 監督 - レニー・ハーリン
- 製作 - ローレンス・ゴードン、ジョエル・シルバー、チャールズ・ゴードン
- 製作総指揮 - マイケル・レヴィ
- 原作 - ウォルター・ウェイジャー
- 脚本 - ダグ・リチャードソン、スティーヴン・E・デ・スーザ
- 撮影 - オリヴァー・ウッド
- SFX/VFX - ILM
- 音楽 - マイケル・ケイメン

## 備考
- 日本版の宣伝ポスターには「また、戦場へ来てしまった運の悪い奴！」というキャッチフレーズが描かれており[13]、次作の「ダイ・ハード3」でも冒頭の一文を変えたキャッチフレーズが描かれた。
- ラストシーンの、複数台の航空機が着陸した空港のショットはマットペイントである。実在の航空会社の名義を使用できず、全て架空の名義でないといけないという理由からである。ペインティング担当はILMの日本人マットペインター・上杉裕世で[14]、彼のアナログ時代の代表作とされている。

演出
- 最初の銃撃戦の舞台になる手荷物運搬のベルトコンベア・システムは、現実とはまるで異なるセットデザインである。実際にはあのような広い空間に入り組んだベルトコンベアは存在せず、さらには手荷物をプレスするがごとく上下して犯人を圧死させる機械に至っては、何の用途か不明であると監督レニー・ハーリンもコメンタリーで自嘲気味に語っている。

このシーンは全体的に工場をイメージしたものであるが、輸送機の射出座席や燃料切れ旅客機のありえない大爆発（後述）等と同様、ハーリンは前作のジョン・マクティアナン監督とは対照的にリアリティを大胆に無視するのが作風の特徴である。しかし本作の公開当時は、前作『ダイ・ハード』のリアリズムが人気を得ていたこともあって、本作の演出も現実的であるととらえる観客が多かったらしく、本作の非現実性については「指摘する声は意外なほど無かった」とハーリン自身がコメンタリーで述懐している。
- 「空港の管制塔との通信が遮断されたために連絡が全く取れなくなった末に、テロリスト側による偽の通信と誘導電波を信じて航空機が墜落する」という設定になっているが、実際は航空路管制や航空会社との専用通信線（カンパニーラジオ）などのほかの通信手段を通じて、さらに他の航空機同士で通信することが可能である。そのため、偽の誘導をされている旅客機に空港の管制塔以外から警告することができない、ということは現実にはあり得ない。

銃器について
- 劇中でテロリストとデルタフォースが教会で撃ち合う際に、同じ銃から実包と空包を発砲しているが、自動式火器の場合、空包を連射するには専用のアダプターを銃口部に取り付けることが必要である[15]。

空包の場合、発砲すると弾頭がないために実包に比べると瞬間的に火薬の燃焼ガスが銃口から抜けてしまい、連続作動に必要な圧力や反動が十分に作動機構に掛からない。空包であっても先端（銃口側）にはワッズ(Wads)と呼ばれる薬莢の内容物（発射火薬）がこぼれ出さないための詰め物があるか、先端を絞った形にしてワッズの代わりにする構造にはなっており、完全に開放されているわけではないが、空包用アダプターを装着しない場合、自動火器が継続的に作動する状態を維持することは難しい。このため、単純に実包を空包に変更しただけでは、一発目しか正常に発砲されない。
上述のような問題から、弾倉（弾薬）のみを交換して交互に、それも連続射撃を交えて発砲することは現実に再現することは難しい。仮にアダプターを使用せずに可能だったとしても、実包と空包とでは射撃時の反動が全く異なるため、警官であり前作でMP5の使用経験のあるマクレーンが弾倉を確認するまで空砲と気が付かないというのは考えにくい。
なお、空包であっても銃口から噴射される高温の燃焼ガスは、近距離では人畜を殺傷したり物品を破壊し得る十分な威力がある。さらに前述のワッズが破片として、もしくは原型を保ったまま銃口から飛散するため、作中のマクレーンのように室内で人間に向かって至近距離で発砲することは、非常に危険な行為である。
- ラモン・エスペランザを護送してきた機体として、マクレーンが手榴弾が投げ込まれて射出座席で脱出するシーンで登場している輸送機は、胴体部と主翼は実在するフェアチャイルド社製のC-123 プロヴァイダーに近似しているものの、エンジンはジェットエンジンを片翼に2基、計4基搭載しているジェット4発機であり、架空の機体である。この機体は実際のC-123を基に合成による画像加工と特撮用に製作された模型が用いられた、映画オリジナルのものである[17]。

なお、現実の輸送機では、軍用用途のものであっても射出座席が装備されている例はほとんど存在していない（上述の架空機のモデルになっているC-123にも射出座席は装備されていない）。また、投げ込まれている手榴弾も、実際のものより遥かに爆発までの時間が長い。
科学的検証
- マクレーンが漏れた燃料に火をつけ、それを導火線として航空機を粉々に吹き飛ばすのがハイライトシーンになっている。しかし実際には、ジェット燃料は引火点が摂氏38度とガソリンなどに比べ高いため、冬季の低温状態で燃料に火を近づけただけでは引火しにくい。
- テロリスト達が逃亡するために手配された航空機はエバーグリーンインターナショナル航空のB747-121である。登録番号はN473EV[18]。劇中では、社名こそ描かれていないものの、エバーグリーン機特有の緑色のラインや垂直尾翼のマークが入っている。尚、このN473EVは映画公開から3年後に日本航空にウェットリースされた際にエンジン脱落の航空事故に遭遇しているが、脱落したのは劇中でグラント少佐が吸い込まれた第2エンジンであった。
- ジョンとホリーが初めて通話した後、ホリーの横に座った女性が抱える雑誌には「リーサル・ウェポン」の広告が掲載されている。これは当作の製作に関わったジョエル・シルバーが双方の作品に関わっていることからのセルフジョークである。
- 1991年に発売されたファミコン用ソフト「ガンデック」のジャケットイラストは、ダイハード2のワンシーン（通風孔から登場し間一髪バーンズを助け、テロリストの銃撃に応戦する瞬間）でのマクレーンを、服装以外そのままトレースしている。